# Не упоминай Бруно
«Не упоминай Бруно» (англ. We Don't Talk About Bruno, дословно — «Мы не говорим о Бруно») — песня из диснеевского мультфильма 2021 года «Энканто», музыку и слова которой написал Лин-Мануэль Миранда. Была выпущена лейблом Walt Disney Records как часть саундтрека к фильму 19 ноября 2021 года. Песню в основном исполняют шесть актеров фильма полными куплетами. «Не упоминай Бруно» была названа одной из лучших песен Диснея и самым большим кроссоверным успехом студии.
«Не упоминай Бруно» состоит из сплетен и шуток об изгнанном Бруно, дяде Мирабель Мадригаль, чей дар видеть будущее был связан с несчастьем и оставил его отчуждённым от остальной семьи. В песне некоторые из членов семьи Мирабель и горожане объясняют ей, почему они не говорят (не упоминают) о Бруно. Песня предполагает, что Бруно злодей, но избавляется от стилей повествования обычных песен злодеев Диснея, перечисляя точки зрения других персонажей на злодея и намекая на то, что некоторые персонажи ему симпатизируют.
В музыкальном плане «Не упоминай Бруно» представляет собой мелодию в среднем темпе, в которой смешаны стили латиноамериканской музыки, такие как сальса и гуахира, с элементами поп-музыки, хип-хопа, танцевальной музыки и мюзикла, характеризованным кульминацией в полифоническом заключении.
«Не упоминай Бруно» была встречена с одобрением музыкальных критиков, которые высоко оценили мастерство Лин-Мануэля Миранды и загадочность песни, запоминающийся ритм, универсальную композицию, ансамбль певцов и лирическую индивидуальность.
Коммерчески успешная песня «Не упоминай Бруно» провела несколько недель на первом месте в Ирландии, Великобритании и США и достигла пика в пятёрке лучших в Австралии, Канаде и Новой Зеландии. «Не упоминай Бруно» дольше всех занимала первое место в чартах Disney в истории Billboard Hot 100, также она стала первой оригинальной песней студии Disney, которая возглавила UK Singles Chart. Композиция побила небывалый рекорд по количеству исполнителей (6) в чарте Hot 100.

## Разработка

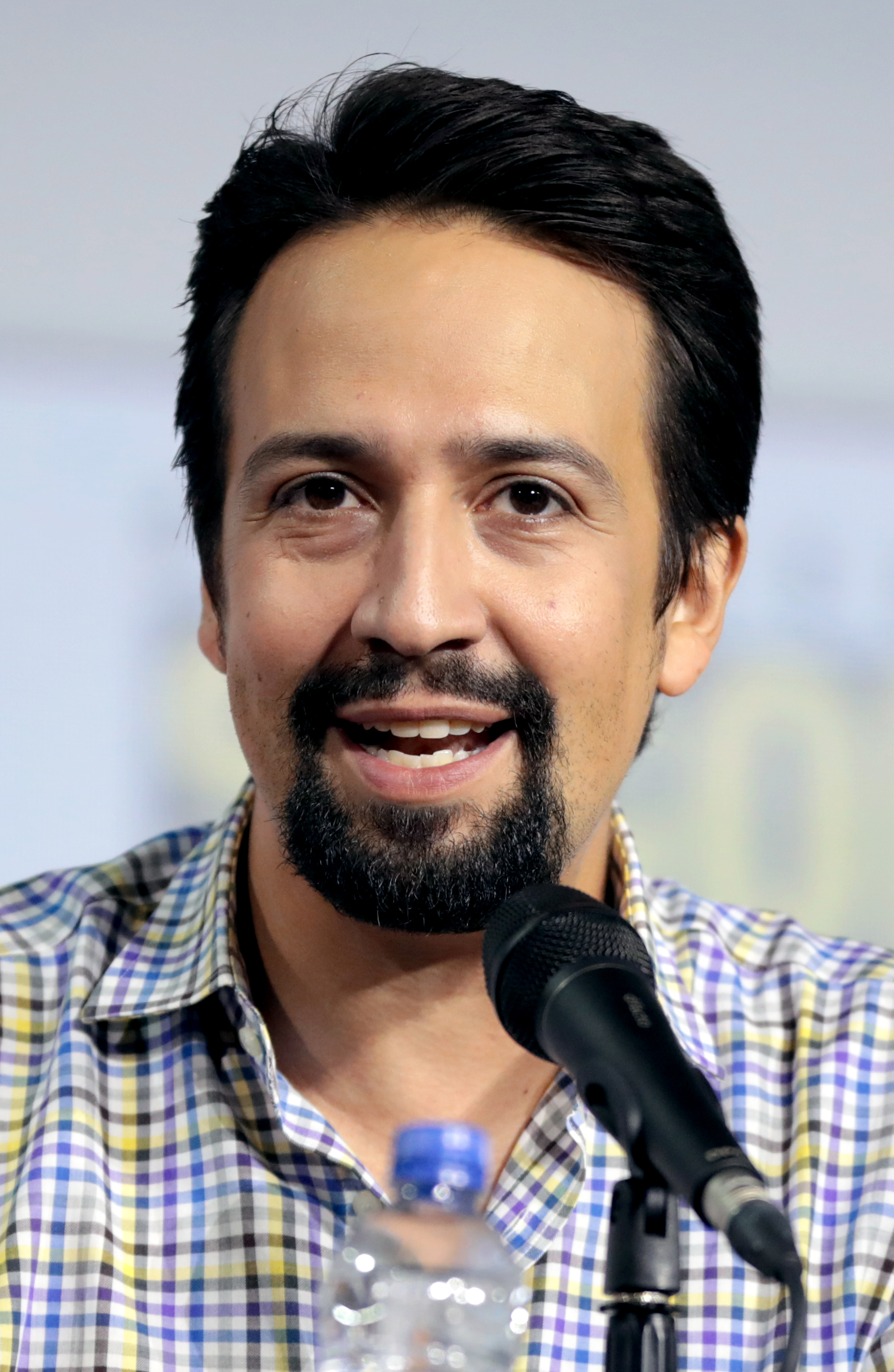
Американский актёр, драматург и музыкант Лин-Мануэль Миранда написал оригинальные песни «Энканто», в том числе и «Не упоминай Бруно»

Лин-Мануэль Миранда представил песню как ансамбль, поскольку он хотел создать музыкальные темы, чтобы представить каждого члена семьи, особенно «тех, кто не обязательно получает своё соло». Он сказал, что смотрел «Выходные в деревне» из мюзикла «Маленькая ночная музыка» и «Рождественские колокола» из мюзикла «Богема». Миранда назвал «Не упоминай Бруно» номером «сплетен» из-за вещей, о которых члены семьи не говорят друг перед другом.
Первый куплет гласит о тёте Мирабель Пепе и дяде Феликсе, которого Миранда основал на своём отце, Луисе Миранде. Миранда отметил, что «все поют одну и ту же последовательность аккордов с совершенно разным ритмом и совершенно разной интонацией». Во время ранней разработки фильма субъекта песни — Бруно — изначально звали Оскаром. Миранда выбрал имя Бруно, чтобы он мог включить в песню строчку «Бруно, но, но, но» (англ. Bruno, no, no, no, дословно — «Бруно, нет, нет, нет»).

## Музыкальный стиль
«Не упоминай Бруно», основанная на ритмах ча-ча-ча, была описана как песня в стиле латиноамериканской поп-музыки и сальсы. Она глубоко укоренена в гуахире и опирается на кубинскую фолку-музыку, хип-хоп и танцевальную музыку. Каждая часть песни отличается своим музыкальным стилем, уникальным для каждого из персонажей. Хуки и куплеты Пепы и Феликса исполняются на классическом кубинском фортепиано монтуно. Куплет же Долорес состоит из вокала с элементами ASMR и мягких электронных битов. Куплет Камило демонстрирует «жуткую» подачу, а после него идёт куплет с ярким голосом Исабелы под щипковые струны пиццикато.

## Текст и контекст
Песня описывает персонажа «Энканто» Бруно Мадригаль с точки зрения членов его семьи и местных жителей. У Бруно есть две старшие сестры Джульетта и Пепа. Его отец — Педро Мадригаль, а мать — Альма Мадригаль. Как и остальные члены его семьи, он обладает магическими способностями; это способность видеть будущее. В первой песне «Энканто» Encanto, «Семейство Мадригаль», утверждается, что Бруно не видели уже много лет и что его нельзя обсуждать. Племянница Бруно и единственный член семьи без магического дара Мирабель Мадригаль считает, что одно из пророчеств Бруно может раскрыть причину появления трещин в конструкции их дома, и в «Не упоминай Бруно» она ищет информацию о своём пропавшем дяде.
Песня иллюстрирует, как Бруно часто предсказывал негативные события, а затем его обвиняли те, на кого эти самые предсказывания повлияли. Сестра Бруно Пепа и её муж Феликс рассказывают Мирабель, как предупреждение Бруно о дожде испортило день их свадьбы. Дочь Пепы и Феликса Долорес объясняет, что пророчества Бруно напугали и смутили семью, а её брат Камило изображает Бруно устрашающей фигурой («Он полночный вой, кошмар твой ночной»). Трое горожан рассказывают о различных несчастьях, которые предсказал им Бруно. В то время как сестра Мирабель Исабела утверждает, что Бруно предсказал, что её жизнь будет идеальной, Долорес оплакивает предсказание, говоря, что мужчина, которого она любила, будет обручён с другой. Пока семья готовится к помолвке Исабелы и её парня Мариано, Мирабель собирает осколки последнего пророчества Бруно, сделанного перед его исчезновением, и обнаруживает, что в конце песни видит себя в центре этой трещины.

## Озвучивание
Песня представляет собой ансамблевый номер в исполнении некоторых участников озвучивания фильма, а также некоторых других актёров, озвучивших второстепенные роли.
- Каролина Гайтан — Пепа Мадригаль
- Мауро Кастильо — Феликс Мадригаль
- Адасса — Долорес Мадригаль
- Рензи Фелиз — Камило Мадригаль
- Дайан Герреро — Исабела Мадригаль
- Стефани Беатрис — Мирабель Мадригаль

## Критика
Песня «Не упоминай Бруно» получила широкое признание со стороны музыкальных критиков и кинокритиков. В обзорах её часто хвалили за жанровую композицию и элементы мистики.
Редактор сайта для женщин Romper Джейми Кенни назвал песню выдающимся произведением «Энканто», «та, которая, прежде всего, восхитительно засела в наших мозгах и жила там без арендной платы с тех пор, как мы смотрели фильм с нашими детьми во время каникул».
Редактор блога о кино /Film Кэролайн Цао оценила эту песню как лучшую в саундтреке к «Энканто», назвав её юмористической и тонкой, а также заявив: «„Не упоминай Бруно“ наполнена ярких личностей семейства Мадригаль — от быстрого шёпота Адассы в роли Долорес до Рэнзи Фелиза, который любит рассказывать истории в образе богатого воображением кузена Камило». Цао сочла песню «идеальным произведением ансамбля, которое освещает каждого персонажа, проливает свет на основные темы истории и предлагает беспрецедентное понимание мира „Энканто“». Обозреватель веб-сайта Screen Rant Кристен Браун также назвала её лучшей песней фильма.
Редактор газеты The New York Times Эшли Спенсер написала, что, в отличие от большинства прорывных хитов Диснея, «„Не упоминай Бруно“ — это не „задумчивое соло героя или мощная баллада в третьем акте“, а скорее „ансамбль в бродвейском стиле“. который упивается сплетнями о мужчине средних лет».
Критик онлайн-журнала Slate Крис Уайт объяснил латинский ритм песни, влияние Бродвея, «запоминающиеся и плотные» мелодии, отчётливые куплеты, драматическую кульминацию и загадочный элемент текста её вирусному успеху. Ещё один обозреватель Slate Крис Моланфи утверждал, что «Не упоминай Бруно» — отличная песня не только потому, что она запоминающаяся, но и потому, что она может похвастаться разнообразием звучания и текстов на протяжении всей своей длины, подчёркнутой «ощущением тайны», стоящим за её титульным персонажем, который «обволакивает даже если вы не видели фильм», а её освежающие мелодии и композиция отличаются от шаблонного производства песен Диснея.
Обозреватель онлайн-журнала Far Out Magazine Тайлер Позен назвал «Не упоминай Бруно» «непрестанно запоминающейся» латиноамериканской поп-песней со «стилистически разнообразной» композицией и «насыщенной экспозицией» лирикой, что не помешало ей «достичь такого перекрёстного успеха, которого не смогли добиться „Let It Go“ или „Beauty and the Beast“».

### Анализ песни
Редактор веб-сайта Mic Ян Кумамото назвал ситуацию с Бруно «острым» напоминанием о том, как лечат психические заболевания в цветных семьях, проанализировав отказ Бруно от собственной семьи как «не просто несправедливый, но и зловещий», сославшись на то, что у персонажа пограничное психическое заболевание или нейроразнообразие. Кумамото сказал, что именно здесь проявляется важность песни «Не упоминай Бруно»: «При внимательном прослушивании песни члены семьи на самом деле не жалуются на то, что Бруно сделал что-то не так, — они просто не знают, что с ним делать». Обозреватель газеты Sharon Herald Бонни Джин Фельдкамп также высказала мнение по поводу того, что Бруно страдает психическим заболеванием, поскольку он стучит по своей голове как по дереву.
В песне различные члены семьи Бруно делятся своими воспоминаниями о его пророчествах и его странных чертах. В журнале для женщин Romper критик Джейми Кенни резюмировал судьбу Бруно как пророка: «Здорово, когда тебе говорят то, что ты хочешь услышать, но если это плохие новости? Что ж, легче демонизировать носителя этой новости, чем принять её». Редактор блога о кино /Film Кэролайн Цао разделила это мнение: «Настоящий злодей — это неуверенность семьи, их стыд и их неспособность рассказать о своих проблемах. Отрицая эти истины, Мадригалы отгораживают любимого человека, который только пытался помочь».
Когда песня исполняется в фильме, на заднем плане видна снующая фигура, напоминающая Бруно. Обозреватель веб-сайта Screen Rant Джордж Хризостому интерпретировал это как отражение того, где был Бруно: «Хотя это может показаться кинематографическим добавлением к музыкальному номеру, на самом деле это предзнаменование того, что Бруно никогда не уходил, а вместо этого скрывался в своём доме». Позже ещё один редактор Screen Rant Билл Брэдли прокомментировал, что, поскольку глаза Бруно светились, что происходит только тогда, когда он делает пророчество, это, вероятно, был Камило (который может изменять свою форму). Персонаж Долорес, обладающая даром сверхслышания, показывает в конце фильма, что она могла все время слышать Бруно в доме, о чём она упоминает в «Не упоминай Бруно» такими строками, как «Слышу, как сейчас…» (англ. I can hear him now, дословно — «Я слышу его сейчас»).

## Популярность

### Популярность в чартах
Песня «Не упоминай Бруно» имела международный успех. В течение недели после того, как мультфильм «Энканто» стал доступен для потоковой передачи на Disney+, песня заняла первое место на Spotify в США, а музыкальное и лирическое видео собрали более 30 млн просмотров и 10 млн просмотров за первую неделю соответственно. Вплоть до 7 января 2022 года песня «Не упоминай Бруно» оставалась самым популярным музыкальным видео на YouTube с момента его выпуска 28 декабря и стала вирусной песней в приложении для обмена видео TikTok. 12 февраля 2022 года песня заняла первое место в чарте Billboard Global 200.

#### США
«Не упоминай Бруно» возглавила Billboard Hot 100, став второй песней из анимационного фильма Диснея после «A Whole New World» из «Аладдина», занявшей первое место в чарте. Песню послушали более 29 млн раз. «Не упоминай Бруно» была на первом месте в течение пяти недель, став первой песней из диснеевского фильма, которая возглавляла чарт в течение стольких недель, превзойдя «All for Love» из фильма 1993 года «Три мушкетёра». Сингл оставался на вершине чарта пять недель подряд, пока его не превзошла песня «Heat Waves» от Glass Animals в выпуске от 12 марта 2022 года.
В чарте Hot 100 от 8 января 2022 года песня заняла первое место среди новых записей под номером 50 с 12,4 млн прослушиваний вместе с другой песней «Энканто» «Surface Pressure» под номером 54.
На следующей неделе «Не упоминай Бруно» поднялось на 5-е место с 25,2 млн прослушиваний, в результате чего все шесть признанных исполнителей заняли первые 10 мест в чарте. Миранда также впервые попал в десятку лучших авторов; ранее он достиг 20-го места в октябре 2017 года как художник и писатель с благотворительным синглом «Almost Like Praying». На следующей неделе песня поднялась на четвёртое место, обогнав песню из «Холодного сердца» «Отпусти и забудь» и став самой популярной песней из диснеевского фильма со времён «Цвета ветра» из фильма 1995 года « Покахонтас».
Когда песня возглавила чарт Hot 100 от 5 февраля 2022 года, она вытеснила с первого места песню Адель «Easy On Me» (2021) с более чем 34 млн прослушиваний и 12 000 проданных цифровых загрузок. Песня установила рекорд среди самых известных записывающихся исполнителей (6) и заняла первое место в чарте. Песня также стала первой записью Hot 100 № 1 для Walt Disney Records и второй для Disney Music Group. Этот момент также ознаменовал собой первый раз, когда саундтрек к анимационному фильму Диснея и одна из его песен одновременно возглавили Billboard 200 и Hot 100 соответственно. Они также отметили первый саундтрек и соответствующую песню, которые возглавляли два чарта одновременно в течение нескольких недель, начиная с саундтрека к фильму «Восьмая миля» (2002) и его трека «Lose Yourself» от Эминема (2003). Кроме того, «Не упоминай Бруно» является первым саундтреком, который возглавлял Hot 100 за несколько недель после «See You Again» рэпера Уиза Халифа с участием Чарли Пута из фильма «Форсаж 7».

#### Европа
Песня попала в чарты различных европейских стран. В Великобритании «Не упоминай Бруно» семь недель возглавляла чарт UK Singles Chart. Она взлетела с 66-го места до четвёртого на второй неделе чарта и достигла первого места на четвёртой неделе чарта. Песня стала первой оригинальной песней Диснея, которая возглавила чарт; в остальном это первая песня Диснея, которая возглавила чарт после кавер-версии песни «Suspicious Minds» Гарета Гейтса из мультфильма «Лило и Стич» (2002).
«Не упоминай Бруно» также стала самым продолжительным синглом № 1 2022 года в Великобритании (по состоянию на март 2022 года). Французская версия песни «Ne parlons pas de Bruno» заняла 166-е место в чартах Франции.

### Популярность в Интернете
«Не упоминай Бруно» стала вирусной сенсацией в Интернете, которую журналисты расценили как явление поп-культуры. Критики и зрители назвали её одной из лучших оригинальных песен Диснея. Различные репортёры и музыковеды публиковали статьи, «пытавшиеся объяснить, как ансамблевая песня в бродвейском стиле из анимационного фильма, исполненная в основном колумбийскими вокалистами, не имеющими опыта создания хитов, смогла попасть в чарты».
«Не упоминай Бруно» — самый успешный кроссовер Диснея. Журналист The Times Харриет Уокер назвала «Не упоминай Бруно» запоминающимся «культурным моментом» медицинского уровня. Критик литературного журнала The Atlantic Спенсер Корнхабер написал, что в песне есть все черты, которые нравятся TikTok: «театральность, конкретность, юмор, неожиданность и приглашение к ролевой игре».
Обозреватель веб-сайта Vox Аджа Романо заявил, что песня во многом зависит от музыкального контекста, что отличает её от «типичных диснеевских лидеров чартов», таких как «Can You Feel the Love Tonight» (1994) и «Colors of the Wind» (1995), которые «были намеренно обычными, чтобы стать хитами для их фильмов». Редактор журнала Variety Клейтон Дэвис задался вопросом, мол, почему песня не была номинирована на премию Оскар за лучшую песню к фильму, объяснив это тем, что Дисней не ожидал положительной реакции на песню. Крайний срок подачи песен в Академию датировался 1 ноября. Вместо этого для «Энканто» был представлена песня «Dos Oruguitas», , которая, по словам Дэвиса, могла бы быть «надёжным выбором», поскольку она вызвала эмоциональный отклик у публики.
Песня «Не упоминай Бруно» возглавила Billboard Hot 100 на пятой неделе чарта, сделала это с незначительной трансляцией и не имела версии для поп-радио, как многие другие песни Диснея в прошлом, благодаря своей популярности в Интернете.
16 марта 2022 года журнал Variety сообщил, что «Не упоминай Бруно» впервые будет исполнена вживую на 94-й церемонии вручения премии «Оскар», несмотря на то, что не была номинирована. Актёры фильма исполнили песню с американской певицей Бекки Джи, пуэрто-риканским певцом Луисом Фонси, американской перкуссионисткой Шейлой И., и американским рэпером Megan Thee Stallion, что сделало её первой рэпершой, выступившей на церемонии. Спектакль был неоднозначным, что вызвало критику за лирические изменения «об Оскаре», а не «о Бруно», как изначально были написан текст песни.

## Чарты
| Чарт (2022)                        | Высшая позиция |
| ---------------------------------- | -------------- |
| Австралия (ARIA)                   | 5              |
| Австрия (Ö3 Austria Top 40)        | 49             |
| Бельгия/Фландрия (Ultratop 50)     | 40             |
| Канада (Canadian Hot 100)          | 3              |
| Канада (Billboard CHR/Top 40)      | 50             |
| Канада (Billboard Hot AC)          | 49             |
| Германия (GfK)                     | 71             |
| Мир (Global 200, Billboard)        | 1              |
| Греция (IFPI)                      | 41             |
| Венгрия (Single Top 40)            | 27             |
| Исландия (Plötutíðindi)            | 3              |
| Ирландия (IRMA)                    | 1              |
| Литва (AGATA)                      | 76             |
| Нидерланды (Single Top 100)        | 41             |
| Новая Зеландия (Recorded Music NZ) | 4              |
| Филиппины (Billboard)              | 6              |
| Португалия (AFP)                   | 71             |
| Сингапур (RIAS)                    | 18             |
| ЮАР (RISA)                         | 34             |
| Испания (PROMUSICAE)               | 38             |
| Швеция (Sverigetopplistan)         | 40             |
| Швейцария (Schweizer Hitparade)    | 70             |
| Великобритания (OCC UK Singles)    | 1              |
| США Billboard Hot 100              | 1              |
| США (Billboard Adult Contemporary) | 17             |
| США (Billboard Adult Pop Airplay)  | 20             |
| США (Billboard Pop Airplay)        | 24             |
| Вьетнам (Vietnam Hot 100)          | 75             |

| Чарт (2022)    | Высшая позиция |
| -------------- | -------------- |
| Франция (SNEP) | 166            |

| Чарт (2022)                   | Высшая позиция |
| ----------------------------- | -------------- |
| Аргентина (Argentina Hot 100) | 59             |
| Колумбия (Billboard)          | 25             |
| Global Excl. U.S. (Billboard) | 121            |
| Перу (UNIMPRO)                | 89             |

## Сертификаты
| Регион                                                                      | Сертификация  | Продажи   |
| --------------------------------------------------------------------------- | ------------- | --------- |
| Австралия (ARIA)                                                            | Платиновый    | 70 000    |
| Канада (Music Canada)                                                       | Платиновый    | 80 000    |
| Мексика (AMPROFON)                                                          | Золотой       | 70 000    |
| Новая Зеландия (RMNZ)                                                       | Золотой       | 15 000    |
| Испания (PROMUSICAE)                                                        | Золотой       | 30 000    |
| Великобритания (BPI)                                                        | Платиновый    | 600 000   |
| США (RIAA)                                                                  | 2× Платиновый | 2 000 000 |
| Данные о продажах + прослушиваниях приведены только на основе сертификации. |               |           |